# Pultenaea graveolens
Pultenaea graveolens är en ärtväxtart som beskrevs av Tate. Pultenaea graveolens ingår i släktet Pultenaea och familjen ärtväxter. Inga underarter finns listade i Catalogue of Life.